# 東亜日報の白紙広告
東亜日報の白紙広告（とうあにっぽうのはくしこうこく）は、1974年12月に朴正煕政権の弾圧で東亜日報に広告が大量に解約されてしまい広告枠を全て埋められなかったためその部分が白紙になってしまった状態である。
翌年の1975年1月11日には東亜日報の系列会社である東亜放送の報道番組の広告が解約されてしまったため、一部の番組は放送を中止した。そのため1日の全体放送時間が短縮した。その後、東亜日報と東亜放送は7ヶ月間にわたって経営難となってしまった。
東亜日報の経営陣は朴正煕大統領の軍事独裁に反対するデモに出た職員たちを強制解雇することで事態が終決した。解雇された職員たちはハンギョレ新聞（現ハンギョレ）を作った。2008年10月、「真実和解のための過去史整理委員会」は過去2年間に亘って調査した結果を発表し、白紙広告事件は韓国中央情報部（現・国家情報院）が主導して広告主に圧力を掛けたことを明らかにした。